# Успеновский сельский совет (Гуляйпольский район)
Успеновский сельский совет (укр. Успенівська сільська рада) — входит в состав
Гуляйпольского района
Запорожской области
Украины.
Административный центр сельского совета находится в 
с. Успеновка
.

## Населённые пункты совета
- с. Успеновка
- с. Красногорское
- с. Новое
- с. Новоуспеновское
- с. Павловка
- с. Привольное
- с. Рыбное
- с. Сладкое